# Ivar Waller

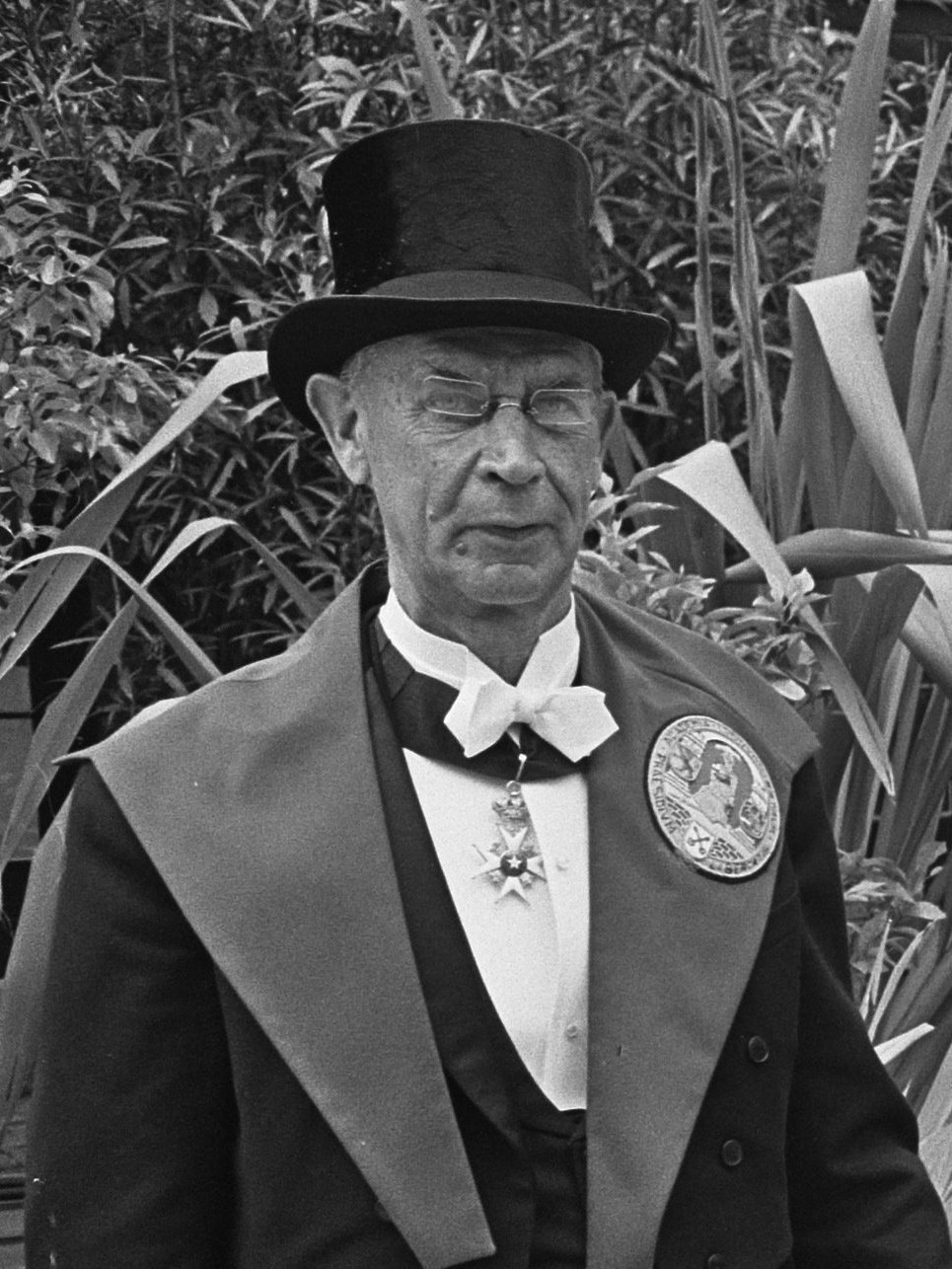
Ivar Waller (Leiden, 1965)

Ivar Waller (* 11. Juni 1898 in Flen; † 12. April 1991 in Uppsala) war ein schwedischer Physiker und Kristallograph. Er war Professor an der Universität Uppsala.
Waller studierte Physik an der Universität Uppsala mit dem Lizenziats-Abschluss 1922 und der Promotion 1925 (Theoretische Studien zur Interferenz- und Dispersionstheorie der Röntgenstrahlen). Danach war er dort Dozent und ab 1934 bis zu seiner Emeritierung 1964 Professor für Mechanik und Mathematische Physik.
Er ist vor allem bekannt für den Debye-Waller-Faktor zum Beispiel in der Röntgenkristallographie (gemeinsam mit Peter Debye), der die thermische Wirkung von Gitterschwingungen auf die Streuung beschreibt (damals war die quantenmechanische Theorie der Gitterschwingungen insbesondere von Max Born und Theodore von Kármán entwickelt worden). Er stammte aus seiner Dissertation 1925.
Er war seit 1945 Mitglied der Königlich Schwedischen Akademie der Wissenschaften und war 1945 bis 1972 im Nobelkomitee für Physik. 1938 wurde er Mitglied der Königlichen Gesellschaft der Wissenschaften in Uppsala, 1950 der Physiographischen Gesellschaft in Lund und 1963 der Norwegischen Akademie der Wissenschaften in Oslo. 1947 bis 1965 war er Mitglied des schwedischen nationalen Rats für Kernforschung und 1968/69 Direktor der schwedischen staatlichen Kerntechnik-Gesellschaft AB Atomenergi. 1965 wurde er Ehrendoktor der Universität Leiden.
Zu seinen Studenten gehörte Nanny Fröman und Per-Olov Löwdin.